# Aboubakar Keita
Aboubakar Keita (født 5. november 1997) er en fodboldspiller fra Elfenbenskysten, der spiller som central midtbanespiller for den belgiske klub Oud-Heverlee Leuven, der spiller i den belgiske 1. division B. Han har tidligere spillet i den danske superligaklub F.C. København.

## Klubkarriere

### F.C. København
Efter at have besøgt F.C. København ved flere lejligheder, underskrev Keita en kontrakt med klubben i november 2015 kort efter sin 18 års fødselsdag, og han spillede herefter for klubbens U/19-hold. Den 11. januar 2016 blev han rykket op på førsteholdet.
Den 13. marts 2016 debuterede Keita for førsteholdet, da han blev indskiftet for William Kvist i en superligakamp mod AaB. Tre dage senere var han i startopstillingen i pokalkampen mod Randers FC.
Den oprindelige kontrakt med FCK udløb den 30. juni 2018, men klubben forlængede i november 2016 kontrakten til udløb af 2020. Indtil lejeopholdet i Halmstads BK havde Keita opnået 4 superligakampe, 3 pokalkampe, 2 kampe i UEFA Champions League (mod Crusaders FC og Club Brugge) og 1 kamp i UEFA Europa League (mod Ludogorets).
Den 21. marts 2017 blev det offentliggjort, at Keita efter afslutningen af grundspillet i den danske Superliga blev udlejet på en kort lejekontrakt til den svenske klub Halmstads BK. Lejekontrakten udløb oprindeligt ved i sommeren 2017, men blev i den svenske sommerpause forlænget til udløb ved udgangen af 2017.
Efter udløbet af lejeaftalen med Halmstad returnerede Keita til FCK i forårssæsonen 2018. En knæskade holdt ham dog ud af holdet det meste af sæsonen, og han opnåede ikke spilletid. I august 2018 oplyste FC København, at Keita blev udlejet til den norske Tippeligaklub Stabæk frem til sommeren 2019, men i lejeaftalen var inkorporeret en klausul om, at FC København havde mulighed for at hente Keta hjem til januartransfervinduet.
Den 31. januar 2019 blev det offentliggjort, at Keita blev udlejet til Oud-Heverlee Leuven. Lejeaftalen varede frem til sommeren 2019.
I maj 2019 meddelte FCK, at klubben havde solgt Eita til Oud-Heverlee.

## Landsholdskarriere
Aboubakar Keita har deltaget Elfenbenskystens U/17-landshold ved U/17-VM i 2013. Keita spillede fem kampe under turneringen og scorede et enkelt mål mod Uruguay. Han har tillige spillet tre kampe for Elfenbenskystens U/20-landshold i 2015.

## Titler

### Klub
FCK
- Superligaen: 2015–16, 2016–17
- DBU Pokalen: 2015–16, 2016–17